# Torsten Rapp
Bo Torsten Rapp, född 20 april 1905 i Hedvig Eleonora församling, Stockholm, död 23 mars 1993 i Maria Magdalena församling, Stockholm, var en svensk militär (general i flygvapnet) och Sveriges överbefälhavare från 1 oktober 1961 till 1970.

## Biografi
Efter studentexamen vid Saltsjöbadens Samskola vårterminen 1923 blev han sjökadett den 29 juni 1923. Han avlade sjöofficersexamen den 5 oktober 1926, blev fänrik vid flottan den 7 oktober 1926, löjtnant där 6 oktober 1928. Han kommenderades till flygvapnet den 1 november 1928 och blev löjtnant där den 1 juli 1930. Rapp genomgick därefter Kungliga Sjökrigshögskolans allmänna kurs 1932-1933 och dess stabskurs 1934-1935. Han tjänstgjorde vid Flygstabens organisationsavdelning 1 juni 1935-1938, blev kapten i flygvapnet den 30 juni 1937 och var ledamot av styrelsen för försvarsväsendets centrala civilanställningsbyrå den 1 januari 1938. Samma år blev han divisionschef vid Roslagens flygflottilj (F 2 Hägernäs) och därefter tillförordnad chef för Flygstabens organisationsavdelning 1941, ord den 1 juli 1943, ledamot av 1942 års reservbefälssakkunniga juni-november 1942, major i flygvapnet den 1 juli 1942 och överstelöjtnant där den 1 april 1944.
Rapp blev chef för Blekinge flygflottilj (F 17 Kallinge) den 23 juni 1944, överste den 1 juli 1947, souschef för Flygstaben den 1 oktober 1948, var ledamot av försvarets skolutredning juni 1950-mars 1952, av styrelsen för Svenska officersförbundet den 25 november 1950, chef för Fjärde flygeskadern (E 4) den 1 april 1951, för Tredje flygeskadern (E 3) den 1 juli 1954. Året efter den 1 oktober 1955 blev han generalmajor. Från den 1 juli 1956 var han tillförordnad chef för Flygförvaltningens flygplanavdelning den 1 juli 1956, ledamot av styrelsen för Flygtekniska försöksanstalten 1957, souschef vid Flygförvaltningen tillika ledamot av styrelsen för Försvarets forskningsanstalt och ledamot av Försvarets förvaltningsdirektion den 1 oktober 1957, befordrad till generallöjtnant och chef för flygvapnet den 15 januari (tillträdde 1 juli) 1960, general och överbefälhavare (ÖB) den 10 mars (tillträdde 1 oktober) 1961 till den 30 september 1970. Rapp var general i flygvapnets reserv 1 oktober 1970-1981.
Det var Rapp som gav den slutgiltiga nådastöten åt det svenska kärnvapenprogrammet. I valet mellan en atombomb och SAAB AJ 37 Viggen valde han det sistnämnda. Med sin bakgrund från flygvapnet var han den första överbefälhavaren som inte rekryterats ur armén. Rapp invaldes som ledamot av Kungliga Krigsvetenskapsakademien 1959 och som hedersledamot av Kungliga Örlogsmannasällskapet 1962. 
Torsten Rapp var son till grosshandlare Johan David Rapp och Eva Hedvig Gustava Swartz. Han gifte sig den 30 september 1933 med Ulla Gerda Maria Willers (född 1908). Hans gravvård återfinns på Ingarö kyrkogård i Uppland.

## Utmärkelser

### Svenska
- Riddare och kommendör av Kungl. Maj:ts Orden (Serafimerorden), 16 november 1970[1]
- Riddare av Svärdsorden, 1943.[5]
- Kommendör av andra klassen av Svärdsorden, 6 juni 1952.[6]
- Kommendör av första klassen av Svärdsorden, 5 juni 1954.[7]
- Kommendör med stora korset av Svärdsorden, 23 november 1961.[8]
- Riddare av Vasaorden, 1945.[9]
- Riddare av Nordstjärneorden, 1951.[10]
- Riksförbundet Sveriges lottakårers silvermedalj[11]
- Marinens medalj för skjutning med torped (TorpM)[11]

### Utländska
- Kommendör av 1:a klass av Finlands Vita Ros’ orden[11]
- Kommendör av 1:a klass av Iranska Homayoun-orden[11]
- Kommendör av Legion of Merit (12 april 1965)[12][13]
- Kung Christian X:s frihetsmedalj[11]